# Felice Del Santo
Felice Del Santo (Skikda, 1864 – La Spezia, 1934) è stato un pittore italiano.

## Biografia
Italiano nonostante la sua nascita casuale in Algeria, a Philippeville (l'odierna Skikda), visse e lavorò a La Spezia, prendendo attiva parte all'attività culturale della città, che proprio in quegli anni conosceva un vivace sviluppo. 
Studiò pittura con Barabino e con Mussini. 
Ebbe come allievo Piero Gaudenzi, con cui serbò una duratura amicizia e i giovani Ercole Salvatore Aprigliano e Giuseppe Caselli.
Artisticamente si tenne vicino alle tematiche e alla composizione della pittura dei Macchiaioli, fu influenzato in particolare da Fattori.
Fu stimato ritrattista ed esecutore di paesaggi, nature morte e alcuni ritratti di personaggi famosi, notabile ad esempio un rarissimo dipinto di Virginia Oldoini Contessa di Castiglione rappresentata in abiti contadini (collezione privata), nonché di bozzetti in cui predilesse il piccolo formato.
Fra le sue opere più visionarie e particolari si annovera un unicum: l'incastonamento di uno specchio monumentale di enormi dimensioni circondato con un drago ligneo realizzato con una scultura a tutto tondo, i cui artigli, testa e coda ne cingono e avvincono la superficie riflettente.
L'ispirazione del drago, soggetto di quest'opera, nacque in sogno all'artista negli anni venti del 1900, e vide la luce grazie all’ intuizione e commissione del Cavalier Alfonso Carini, amico stretto di Del Santo, del cui cenacolo intellettuale l'artista faceva parte, che gli propose di usare la foggia del drago per coronare uno specchio. Seguendo il suggerimento dell'amico, Del Santo provvide a realizzare immediatamente i primi schizzi dell'opera, disegnandoli su carta da pacco alla presenza degli altri partecipanti al cenacolo, e da questi bozzetti procedette poi per concretizzare nella realtà l'ispirazione onirica del drago, che fu scolpito da un maestro intagliatore secondo il preciso progetto del pittore.
L'opera monumentale di Del Santo dello specchio del drago, nel cui muso serpentiforme è possibile ravvisare un deciso parallelismo con il dipinto San Giorgio e il drago (Raffaello Parigi) di Raffaello Sanzio, sopravvisse fortunosamente nella seconda guerra mondiale sia ai bombardamenti alleati che all’ occupazione nazista di La Spezia. Per una particolare serie di coincidenze infatti, pur correndo un gravissimo rischio essendo alloggiata al secondo piano di una tenuta in cui era stato posto al primo piano un comando nazista, e al terzo erano rifugiati dei partigiani nascosti nella struttura del tetto, l'opera non fu depredata forse perché i Tedeschi non erano a conoscenza del suo valore e autore.
Felice Del Santo si occupò anche di urbanistica, dando grande lustro alla città con la progettazione dei Giardini pubblici che a La Spezia andavano sorgendo contemporaneamente alla costruzione dell'Arsenale Militare.
Ebbe anche degli sconfinamenti nell'arte funeraria, progettando la monumentale Cappella Carini all’ ingresso del cimitero di La Spezia (ora sotto la tutela delle Belle Arti), dove posizionò il doppio trittico scultoreo delle “Sei vergini”, tre per ogni lato dell'ingresso.
L'artista ebbe un primo studio in corso Cavour 3 e nel 1907 lo trasferì in via Chiodo 4, sotto i portici.

## Opere
- Gesù, San Pietro e Sant'Andrea, Chiesa di Sant'Andrea, lunetta, olio su ardesia, 1886, Fabiano Alto
- Madonna del Carmelo, stendardo dipinto, Chiesa di San Rocco, La Spezia, San Venerio (1896)
- Maria Ausiliatrice, Chiesa di Nostra Signora della Neve, La Spezia
- San Giuseppe, Chiesa di Nostra Signora della Neve, La Spezia
- Contessa di Castiglione celata in abiti campagnoli, collezione privata, La Spezia
- Scultura di drago su specchio, collezione privata, La Spezia